# گنیس

گنَیس یا سنگ جرقه (به آلمانی: Gneis) (به انگلیسی: Gneiss) (تلفظ انگلیسی ‎/ˈnaɪs/‎، نایس) نوعی سنگ دگرگونِ دانه‌درشت است که ترکیبات آن همانند سنگ گرانیت است. گنیس از دگرگونی سنگ‌های آذرین یا رسوبی پدید می‌آید.
بافت سنگ گینس فولیاسیون است
واژهٔ گنَیس از اصطلاحات معدن‌کاری ساکسون قدیم است و معنی واژگانیِ آن «پوسیده» و «به‌دردنخور» است.
سنگ دگرگونیِ گنیس از کانی‌های کوارتز، میکا و فلدسپات تشکیل شده‌است.